# Ceratina piracicabana
Ceratina piracicabana är en biart som beskrevs av Carlos Schrottky 1911. Ceratina piracicabana ingår i släktet märgbin, och familjen långtungebin. Inga underarter finns listade i Catalogue of Life.